# Riu Ouro
El riu Ouro és un riu curt costaner de la província de Lugo, a Galícia. Neix a la serra d'O Xistral, a la parròquia d'O Pereiro, al municipi d'Alfoz, a uns 800 metres d'altitud, i desemboca al mar Cantàbric a Fazouro, al municipi de Foz. Té un recorregut de 20 quilòmetres i forma el límit natural entre els dos municipis que formen la vall anomenada "Val do Ouro": O Valadouro i Alfoz.
A la part alta predominen els ràpids i aigües clares amb truita comuna abundant i de mida petita. En arribar a la vall, el riu s'eixampla i les aigües discorren més lentes, formant meandres i pous. A la part baixa, a la zona de Santo Acisclo i Fazouro, es pot pescar una varietat de truita, que remunta any rere any el riu des de la ria.